# Sebastiaan van Portugal
Sebastiaan I (Portugees: Dom Sebastião I, bijnaam o Desejado) (Lissabon, 20 januari 1554 - Ksar-el-Kebir, 4 augustus 1578) was de zestiende koning van Portugal.

## Jeugd
Hij was de zoon van prins Johan van Portugal en Johanna van Habsburg (dochter van keizer Karel V). Hij volgde in 1557 zijn grootvader, Johan III van Portugal, op omdat hij na de dood van zijn vader, prins Johan van Portugal in 1554 (twee weken vóór zijn geboorte) de eerste in lijn van opvolging was. Aangezien Sebastiaan toen nog een zuigeling was, kwam er een regent, eerst zijn grootmoeder, Catharina van Oostenrijk (1507-1578), weduwe van Johan III en zus van Keizer Karel, daarna zijn grootoom, kardinaal Henrique van Evora, die hem later ook zou opvolgen.
Tijdens deze periode zette Portugal de koloniale uitbreiding voort in Angola, Mozambique, Malakka en vond de annexatie van Macau plaats.
De jonge koning groeide op onder de begeleiding van jezuïeten. Hij werd omschreven als een koppige en roekeloze jongen, die zichzelf ervan overtuigde dat hij de kapitein van Christus in een kruistocht moest zijn tegen de moslims in Afrika.

## Regering van Sebastiaan
In Sebastiaans korte regeringsperiode werden via diplomatieke missies de betrekkingen versterkt met Oostenrijk, Duitsland, Engeland en Frankrijk.
Ook herstructureerde hij het administratieve, juridische en militaire leven in zijn koninkrijk. Zo bundelde hij alle wetten en juridische documenten in de Code van Sebastiaan. De rechtsgang werd versneld onder andere doordat rechtbankbeambten boetes kregen bij vertraging en voor de advocatuur werden regels gesteld.
Hij creëerde beurzen voor studenten die geneeskunde of farmacie wilde studeren in Coimbra.
Toen de pest uitbrak in Lissabon, in 1569, zond hij artsen uit Sevilla om de Portugese artsen te helpen. Sebastiaan bouwde twee ziekenhuizen in Lissabon om de door pest getroffenen te verzorgen en creëerde verschillende plekken waar de weduwen en weeskinderen (getroffen door de pest) onderdak konden krijgen.
Als voorstander van de Contrareformatie (versterkt door het Concilie van Trente) combineerde hij de Inquisitie in Portugal met een emigratieverbod van de converso's. Pas in 1577 hief hij dat verbod op, tegen betaling van een zware afkoopsom, geld dat hij nodig had om zijn kruistocht tegen de Moren te financieren.

## Kruistocht tegen de Moren 1578
Tijdens bijna zijn gehele regeerperiode was hij bezig geweest een grote kruistocht tegen het koninkrijk Fez (nu een stad in Marokko) te plannen, ondanks het feit dat hij geen zoon of troonopvolger had. Sebastiaans plannen werden gesteund door de anti-Turkse groeperingen in Marokko en door de gevluchte koning van Fez (Abu Abdallah Mohammed II Saadi). Deze gevluchte koning vroeg Sebastiaan hem te helpen bij het verslaan van zijn oom en rivaal Abu Marwan Abdal-Malik I Saadi. De koning van Spanje, Sebastiaans oom Filips II van Spanje, weigerde mee ten strijde te trekken aangezien hij kort geleden al grote verliezen tegen de Moren had geleden. Hij beloofde echter wel een verkenningsleger, wat een loze belofte bleek.
Het Portugese leger, dat grotendeels bestond uit slecht getrainde buitenlandse huurlingen (uit Duitsland, Nederland, Spanje en Italië), vertrok naar Marokko in 1578 en marcheerde, tegen het advies van zijn generaals, diep naar het binnenland om zich bij zijn Marokkaanse bondgenoten aan te sluiten. Bij de slag van Ksar-el-Kebir ("veld van de drie koningen") (Spaans: Alcazarquivir) troffen de Portugezen het leger van Ahmed Mohammed van Fez, waar de jonge en roekeloze Sebastiaan hoogstwaarschijnlijk in de slag sneuvelde. Ondanks de waarschuwingen van vele van zijn onderdanen om te vluchten, reed hij met zijn paard in op de vijandelijke linies waar hij nog wild vechtend was gezien. De Portugese verliezen waren aanzienlijk: 14.000 doden en gewonden en 20.000 gevangenen, deserteurs of vermisten. De politieke en militaire elite van Portugal was gedecimeerd. Slechts een 50-tal zouden teruggekeerd zijn naar Portugal. Aan Marokkaanse kant waren er 3.000 doden.
Of zijn lichaam ooit gevonden is, is onzeker, maar Koning Filips II van Spanje claimde zijn overblijfselen te hebben begraven in het Jerónimosklooster in Santa Maria de Belém, gelegen buiten Lissabon, nadat hij de Portugese troon had bestegen in 1580.
Sebastiaan werd opgevolgd als koning door de broer van zijn opa, kardinaal Henrique van Evora, dezelfde die voor hem als regent had geregeerd toen hij nog maar een zuigeling was.

## Na de veldslag
Na de verloren slag bij Ksar-el-Kebir werden veel werkzaamheden verricht om de gevangen soldaten vrij te kopen. Verschillende soldaten keerden terug naar Portugal, wat de Portugezen liet geloven, omdat het lot van Sebastiaan onzeker was, dat Sebastiaan de slag had overleefd en zou terugkomen om zijn troon te claimen. Dit leidde tot het sebastianisme: de hoop dat Sebastiaan elk moment zou kunnen terugkeren als koning.

## Kwartierstaat
| Emanuel I van Portugal (1469-1521) | Emanuel I van Portugal (1469-1521) | Emanuel I van Portugal (1469-1521) | Emanuel I van Portugal (1469-1521) | Emanuel I van Portugal (1469-1521) | Emanuel I van Portugal (1469-1521) | Maria van Aragon (1482-1517)       | Maria van Aragon (1482-1517)       | Maria van Aragon (1482-1517)       | Maria van Aragon (1482-1517)       | Maria van Aragon (1482-1517)          | Maria van Aragon (1482-1517)          |                                       |                                       | Filips de Schone (1478-1506)          | Filips de Schone (1478-1506)          | Filips de Schone (1478-1506)       | Filips de Schone (1478-1506)       | Filips de Schone (1478-1506)       | Filips de Schone (1478-1506)       | Johanna van Castilië (1479-1555)   | Johanna van Castilië (1479-1555)   | Johanna van Castilië (1479-1555) | Johanna van Castilië (1479-1555) | Johanna van Castilië (1479-1555)    | Johanna van Castilië (1479-1555) |  |  | Filips de Schone (1478-1506) | Filips de Schone (1478-1506) | Filips de Schone (1478-1506) | Filips de Schone (1478-1506) | Filips de Schone (1478-1506) | Filips de Schone (1478-1506) | Johanna van Castilië (1479-1555) | Johanna van Castilië (1479-1555) | Johanna van Castilië (1479-1555) | Johanna van Castilië (1479-1555) | Johanna van Castilië (1479-1555) | Johanna van Castilië (1479-1555) |                                  |                                  | Emanuel I van Portugal (1469-1521) | Emanuel I van Portugal (1469-1521) | Emanuel I van Portugal (1469-1521) | Emanuel I van Portugal (1469-1521) | Emanuel I van Portugal (1469-1521) | Emanuel I van Portugal (1469-1521) | Maria van Aragon (1482-1517)      | Maria van Aragon (1482-1517)      | Maria van Aragon (1482-1517) | Maria van Aragon (1482-1517) | Maria van Aragon (1482-1517) | Maria van Aragon (1482-1517) |  |  |  |  |  |  |  |  |  |  |  |  |  |  |  |  |  |  |  |  |  |  |  |  |  |  |  |  |  |  |  |  |  |  |  |  |  |  |  |  |  |  |  |  |  |  |  |  |
| Emanuel I van Portugal (1469-1521) | Emanuel I van Portugal (1469-1521) | Emanuel I van Portugal (1469-1521) | Emanuel I van Portugal (1469-1521) | Emanuel I van Portugal (1469-1521) | Emanuel I van Portugal (1469-1521) | Maria van Aragon (1482-1517)       | Maria van Aragon (1482-1517)       | Maria van Aragon (1482-1517)       | Maria van Aragon (1482-1517)       | Maria van Aragon (1482-1517)          | Maria van Aragon (1482-1517)          |                                       |                                       | Filips de Schone (1478-1506)          | Filips de Schone (1478-1506)          | Filips de Schone (1478-1506)       | Filips de Schone (1478-1506)       | Filips de Schone (1478-1506)       | Filips de Schone (1478-1506)       | Johanna van Castilië (1479-1555)   | Johanna van Castilië (1479-1555)   | Johanna van Castilië (1479-1555) | Johanna van Castilië (1479-1555) | Johanna van Castilië (1479-1555)    | Johanna van Castilië (1479-1555) |  |  | Filips de Schone (1478-1506) | Filips de Schone (1478-1506) | Filips de Schone (1478-1506) | Filips de Schone (1478-1506) | Filips de Schone (1478-1506) | Filips de Schone (1478-1506) | Johanna van Castilië (1479-1555) | Johanna van Castilië (1479-1555) | Johanna van Castilië (1479-1555) | Johanna van Castilië (1479-1555) | Johanna van Castilië (1479-1555) | Johanna van Castilië (1479-1555) |                                  |                                  | Emanuel I van Portugal (1469-1521) | Emanuel I van Portugal (1469-1521) | Emanuel I van Portugal (1469-1521) | Emanuel I van Portugal (1469-1521) | Emanuel I van Portugal (1469-1521) | Emanuel I van Portugal (1469-1521) | Maria van Aragon (1482-1517)      | Maria van Aragon (1482-1517)      | Maria van Aragon (1482-1517) | Maria van Aragon (1482-1517) | Maria van Aragon (1482-1517) | Maria van Aragon (1482-1517) |  |  |  |  |  |  |  |  |  |  |  |  |  |  |  |  |  |  |  |  |  |  |  |  |  |  |  |  |  |  |  |  |  |  |  |  |  |  |  |  |  |  |  |  |  |  |  |  |
|                                    |                                    |                                    |                                    |                                    |                                    |                                    |                                    |                                    |                                    |                                       |                                       |                                       |                                       |                                       |                                       |                                    |                                    |                                    |                                    |                                    |                                    |                                  |                                  |                                     |                                  |  |  |                              |                              |                              |                              |                              |                              |                                  |                                  |                                  |                                  |                                  |                                  |                                  |                                  |                                    |                                    |                                    |                                    |                                    |                                    |                                   |                                   |                              |                              |                              |                              |  |  |  |  |  |  |  |  |  |  |  |  |  |  |  |  |  |  |  |  |  |  |  |  |  |  |  |  |  |  |  |  |  |  |  |  |  |  |  |  |  |  |  |  |  |  |  |  |
|                                    |                                    |                                    |                                    | Johan III van Portugal (1502-1557) | Johan III van Portugal (1502-1557) | Johan III van Portugal (1502-1557) | Johan III van Portugal (1502-1557) | Johan III van Portugal (1502-1557) | Johan III van Portugal (1502-1557) |                                       |                                       |                                       |                                       |                                       |                                       | Catharina van Habsburg (1507-1578) | Catharina van Habsburg (1507-1578) | Catharina van Habsburg (1507-1578) | Catharina van Habsburg (1507-1578) | Catharina van Habsburg (1507-1578) | Catharina van Habsburg (1507-1578) |                                  |                                  |                                     |                                  |  |  |                              |                              |                              |                              | Keizer Karel V (1500-1558)   | Keizer Karel V (1500-1558)   | Keizer Karel V (1500-1558)       | Keizer Karel V (1500-1558)       | Keizer Karel V (1500-1558)       | Keizer Karel V (1500-1558)       |                                  |                                  |                                  |                                  |                                    |                                    | Isabella van Portugal (1503-1539)  | Isabella van Portugal (1503-1539)  | Isabella van Portugal (1503-1539)  | Isabella van Portugal (1503-1539)  | Isabella van Portugal (1503-1539) | Isabella van Portugal (1503-1539) |                              |                              |                              |                              |  |  |  |  |  |  |  |  |  |  |  |  |  |  |  |  |  |  |  |  |  |  |  |  |  |  |  |  |  |  |  |  |  |  |  |  |  |  |  |  |  |  |  |  |  |  |  |  |
|                                    |                                    |                                    |                                    | Johan III van Portugal (1502-1557) | Johan III van Portugal (1502-1557) | Johan III van Portugal (1502-1557) | Johan III van Portugal (1502-1557) | Johan III van Portugal (1502-1557) | Johan III van Portugal (1502-1557) |                                       |                                       |                                       |                                       |                                       |                                       | Catharina van Habsburg (1507-1578) | Catharina van Habsburg (1507-1578) | Catharina van Habsburg (1507-1578) | Catharina van Habsburg (1507-1578) | Catharina van Habsburg (1507-1578) | Catharina van Habsburg (1507-1578) |                                  |                                  |                                     |                                  |  |  |                              |                              |                              |                              | Keizer Karel V (1500-1558)   | Keizer Karel V (1500-1558)   | Keizer Karel V (1500-1558)       | Keizer Karel V (1500-1558)       | Keizer Karel V (1500-1558)       | Keizer Karel V (1500-1558)       |                                  |                                  |                                  |                                  |                                    |                                    | Isabella van Portugal (1503-1539)  | Isabella van Portugal (1503-1539)  | Isabella van Portugal (1503-1539)  | Isabella van Portugal (1503-1539)  | Isabella van Portugal (1503-1539) | Isabella van Portugal (1503-1539) |                              |                              |                              |                              |  |  |  |  |  |  |  |  |  |  |  |  |  |  |  |  |  |  |  |  |  |  |  |  |  |  |  |  |  |  |  |  |  |  |  |  |  |  |  |  |  |  |  |  |  |  |  |  |
|                                    |                                    |                                    |                                    |                                    |                                    |                                    |                                    |                                    |                                    | Johan Manuel van Portugal (1537–1554) | Johan Manuel van Portugal (1537–1554) | Johan Manuel van Portugal (1537–1554) | Johan Manuel van Portugal (1537–1554) | Johan Manuel van Portugal (1537–1554) | Johan Manuel van Portugal (1537–1554) |                                    |                                    |                                    |                                    |                                    |                                    |                                  |                                  |                                     |                                  |  |  |                              |                              |                              |                              |                              |                              |                                  |                                  |                                  |                                  | Johanna van Habsburg (1535-1573) | Johanna van Habsburg (1535-1573) | Johanna van Habsburg (1535-1573) | Johanna van Habsburg (1535-1573) | Johanna van Habsburg (1535-1573)   | Johanna van Habsburg (1535-1573)   |                                    |                                    |                                    |                                    |                                   |                                   |                              |                              |                              |                              |  |  |  |  |  |  |  |  |  |  |  |  |  |  |  |  |  |  |  |  |  |  |  |  |  |  |  |  |  |  |  |  |  |  |  |  |  |  |  |  |  |  |  |  |  |  |  |  |
|                                    |                                    |                                    |                                    |                                    |                                    |                                    |                                    |                                    |                                    | Johan Manuel van Portugal (1537–1554) | Johan Manuel van Portugal (1537–1554) | Johan Manuel van Portugal (1537–1554) | Johan Manuel van Portugal (1537–1554) | Johan Manuel van Portugal (1537–1554) | Johan Manuel van Portugal (1537–1554) |                                    |                                    |                                    |                                    |                                    |                                    |                                  |                                  |                                     |                                  |  |  |                              |                              |                              |                              |                              |                              |                                  |                                  |                                  |                                  | Johanna van Habsburg (1535-1573) | Johanna van Habsburg (1535-1573) | Johanna van Habsburg (1535-1573) | Johanna van Habsburg (1535-1573) | Johanna van Habsburg (1535-1573)   | Johanna van Habsburg (1535-1573)   |                                    |                                    |                                    |                                    |                                   |                                   |                              |                              |                              |                              |  |  |  |  |  |  |  |  |  |  |  |  |  |  |  |  |  |  |  |  |  |  |  |  |  |  |  |  |  |  |  |  |  |  |  |  |  |  |  |  |  |  |  |  |  |  |  |  |
|                                    |                                    |                                    |                                    |                                    |                                    |                                    |                                    |                                    |                                    |                                       |                                       |                                       |                                       |                                       |                                       |                                    |                                    |                                    |                                    |                                    |                                    |                                  |                                  | Sebastiaan van Portugal (1554–1578) |                                  |  |  |                              |                              |                              |                              |                              |                              |                                  |                                  |                                  |                                  |                                  |                                  |                                  |                                  |                                    |                                    |                                    |                                    |                                    |                                    |                                   |                                   |                              |                              |                              |                              |  |  |  |  |  |  |  |  |  |  |  |  |  |  |  |  |  |  |  |  |  |  |  |  |  |  |  |  |  |  |  |  |  |  |  |  |  |  |  |  |  |  |  |  |  |  |  |  |